# Wintervoeding

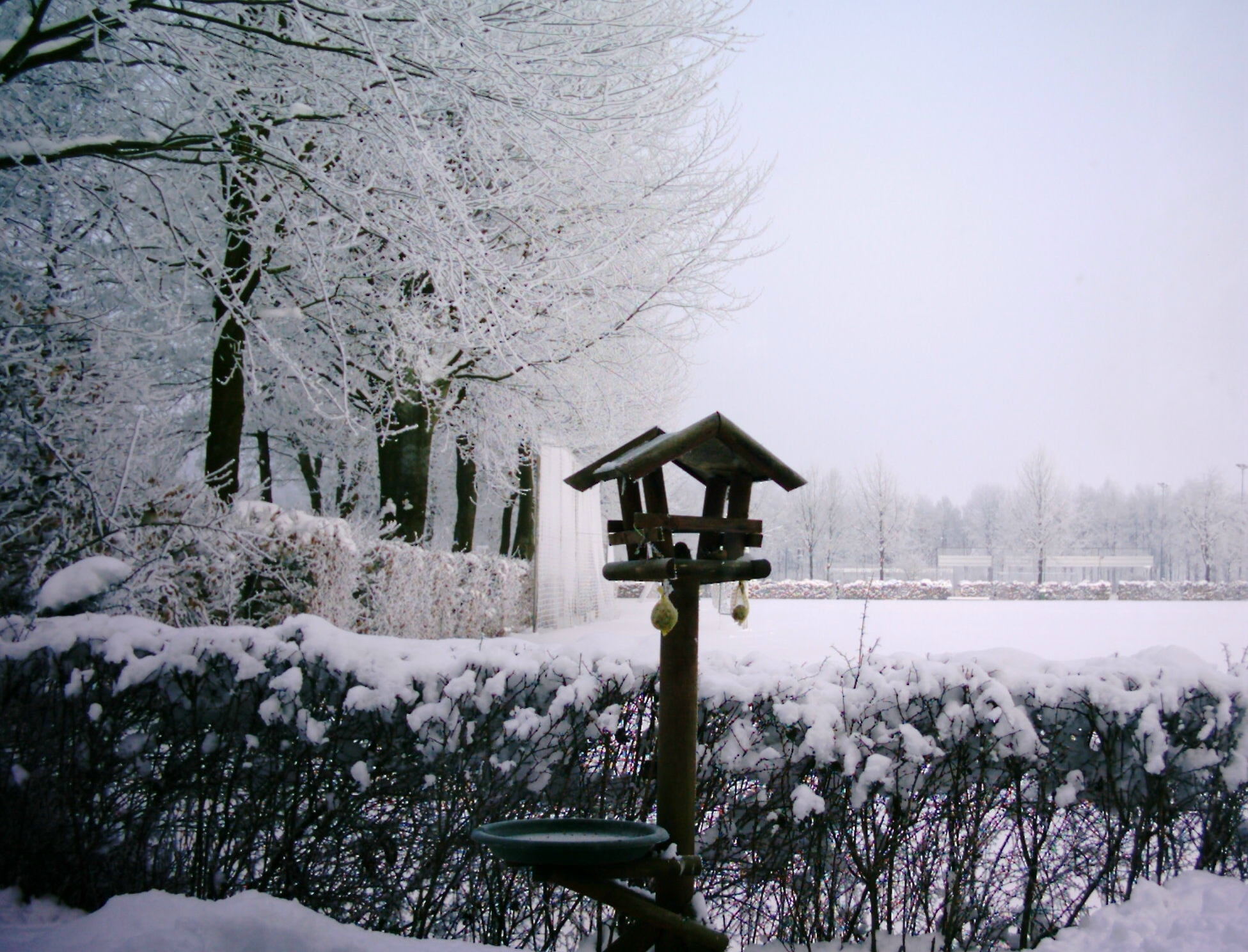
Vetbollen aan een voederhuisje

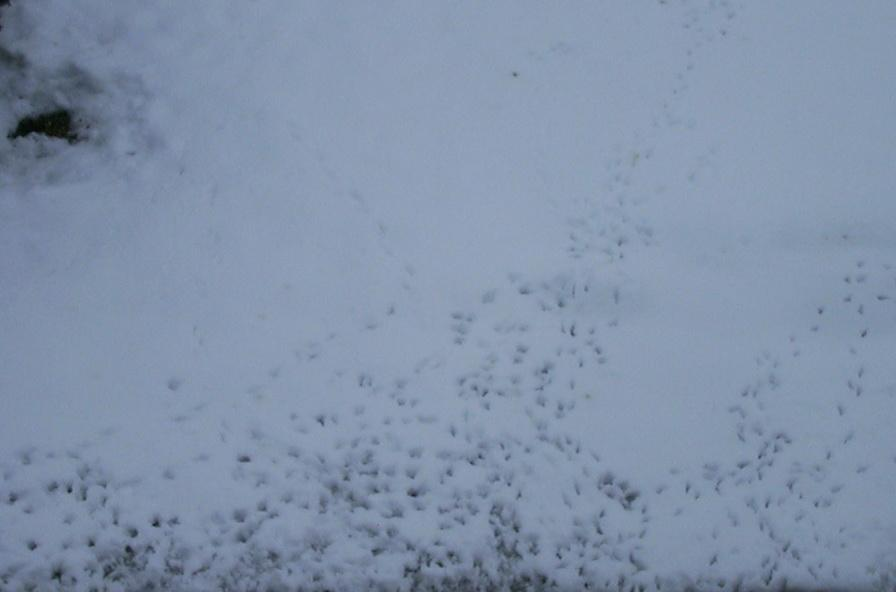
Vogelsporen in de sneeuw bij een foerageerplaats

Wintervoeding is een begrip dat verwijst naar voeding van mens of dier tijdens de winter. Meer specifiek wordt er vaak het bijvoederen van vogels mee bedoeld.

## Wintervoeding van vogels
Vooral als het vriest en er sneeuw is gevallen, kan het voor vogels moeilijk zijn om voldoende voedsel te vinden. Mensen helpen ze dan vaak te overleven door het strooien van voer en het ophangen van vetbollen, netjes met pinda'ss en dergelijke. Ook wordt oud brood gebracht naar watervogels zoals eenden.
Behalve vetbollen en pinda's zijn de volgende voeders geschikt voor verschillende soorten vogels: strooizaad, bruin brood, fruit, hazelnoten, krenten en rozijnen. Spechten zullen graag eten van een stuk spekzwoerd dat aan een boom is bevestigd.
Ongeschikt zijn boter en margarine (dit werkt laxerend) en gezouten, gekruid of suikerhoudend voedsel. Vet in oliebollen die als voedsel in het water worden gegooid, schaadt het verenkleed van watervogels ernstig.
Bij het verstrekken van voedsel wordt rekening gehouden met de veiligheid van de etende vogels. Voederen op en langs autowegen is onverstandig. Voederplaatsen dienen buiten het bereik van katten te zijn. Voedsel voor vogels die bij voorkeur van de grond eten wordt op een plaats vlakbij struiken worden gestrooid, zodat de vogels de gelegenheid hebben om voor katten te schuilen.
Het aanwezig hebben van besdragende struiken in een tuin is een natuurlijke manier van vogelvoeren.

### Discussie
Deskundigen zijn het er niet over eens of veel bijvoederen verstandig is. Volgens sommigen kan het hele jaar door probleemloos bijgevoerd worden, anderen menen echter dat dit onverstandig is tijdens zachtere weersomstandigheden. Bijvoederen tijdens gemiddelde weersomstandigheden maakt vogels onnodig afhankelijk van de mens. Bovendien krijgen zij zo minder gevarieerde voeding binnen. Het is gemakkelijker om een pindanetje leeg te eten dan om zelf zaden te zoeken. Een eenzijdig voedselpatroon komt de gezondheid niet ten goede.

## Drinkwater
Vogels eten sneeuw en rijp om in hun behoefte aan vocht te voorzien. Bij droge vorst zijn vogels in gecultiveerde gebieden gebaat bij verstrekking van drinkwater. Water kan worden gegeven in een ondiep schaaltje met gaas eroverheen gespannen. Dat voorkomt dat de vogels gaan baden en bevriezen. Er mag niets aan het drinkwater worden toegevoegd om bevriezing te voorkomen. Suiker, zout, glycerine en dergelijke zijn schadelijk voor de gezondheid van vogels.